# Армерия приморская
Арме́рия примо́рская (лат. Arméria marítima) — вид многолетних травянистых растений из рода Армерия семейства Свинчатковые (Plumbaginaceae). Растёт на хорошо дренированных песчаных почвах в приморских дюнах, маршах, в расщелинах скал, на обрывистых склонах речных долин, в горных альпийских лугах. Популярное декоративное растение.

## Ботаническое описание
|                                                                                           |
|                                                                                           |
|                                                                                           |
| Армерия приморская (Armeria maritima). Сверху вниз: растение без цветков, соцветия, плоды |

Многолетнее травянистое растение с коротким стержневым корневищем, из которого развивается множество побегов, в совокупности образующих плотный холмик, или «подушку», диаметром до 40 см. Стебель прямой, опушённый или гладкий, высотой до 20—30 см. В основании стебля развита розетка тонких листьев. Листья опушённые или гладкие, с одной срединной жилкой и реснитчатым краем, покрыты сизоватыми пятнами, длиной до 10 см.
Соцветие шаровидное (головка), включает в себя ароматные цветки розового, красного, иногда белого цвета. Обёртка соцветия 5—32 мм, крайний листок обвёртки имеет овальную либо ланцетовидную форму, длиной 4—14 мм. Цветки радиально-симметричные, двуполые, диаметром 13—28 мм. Цветение с апреля по октябрь.
Плод — сухая коробочка 3,2—3,8×1,4—1,8 мм, окружённая неопадающей густоволосистой чашечкой, раскрывающаяся на две половинки поперёк длины. Семя в коробочке единственное, 2—2,2×0,8—1 мм, удлинённо-обратнояйцевидное, с обеих сторон выпуклое, с боковым ребром. Поверхность с многочисленными бороздками, тёмно-коричневая, на концах семени черноватая.
Армерия приморская обладает уникальным типом диморфизма цветков, обеспечивающим перекрёстное опыление. Её цветки не обладают гетеростилией, однако образуют два типа пыльцы и имеют рыльце пестика, приспособленное для улавливания только одного из них. Так, пыльцевые зёрна с крупными стерженьковыми элементами (baculae) экзины могут гидратироваться и удерживаться только при проникновении сквозь них длинного сосочка (papillae) рыльца пестика. Пыльца со слабо сетчатой экзиной легче пристаёт к более гладким поверхностям, удерживается на рыльцах пестика с короткими сосочками. В Арктике, где перекрёстное опыление трудноосуществимо, вследствие рекомбинации генов в популяциях преобладает только один тип пыльцы с соответствующей ему длиной сосочков на рыльцах пестика, то есть наблюдается явление вторичного мономорфизма.
Хромосомный набор 2n = 14, 18, 20 или 36.

## Распространение и экология

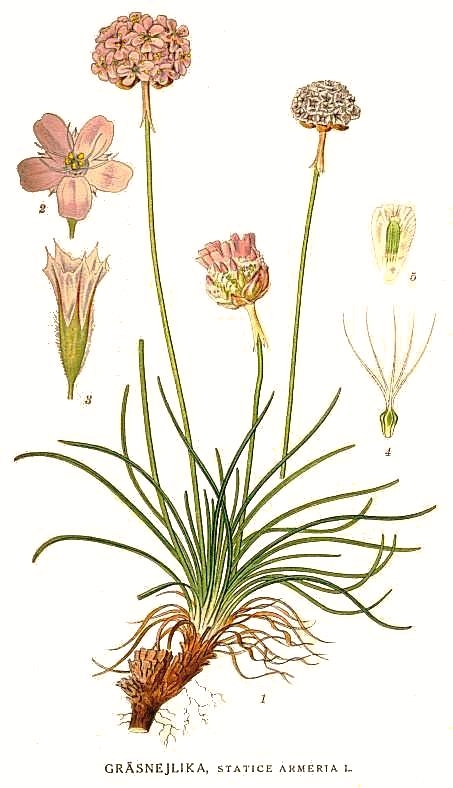
Армерия приморская.

Армерия приморская в диком виде распространена в Евразии, Северной Америке и на многочисленных островах умеренного и арктического пояса, большей частью в полосе морских побережий. В Центральной Европе также встречается в горных районах.
Известно, что растение часто произрастает на почвах с большим содержанием токсичных тяжёлых металлов: свинца, цинка, кадмия и некоторых других. Таким образом, оно относится к немногочисленной группе растений металлофитов, куда помимо неё включены ярутка горная, фиалка жёлтая, полевица тонкая и некоторые другие травы. По этой причине может использоваться для озеления и очищения бывших рудников, терриконов и других загрязнённых территорий.

## Охранный статус
Армерия приморская внесена в Красную книгу Хабаровского края.

## Хозяйственное значение и применение
Растение часто используют в декоративных целях, обычно высаживая на каменистых участках сада и в альпинариях. Может расти в районах, где зимние температуры не опускаются ниже −31… −34 °C (зона морозостойкости от 4 до 10). В культуре с 1627 года. Выведены сорта с цветками всевозможных цветов от белого и розового до карминово-красного, а также карликовые формы.

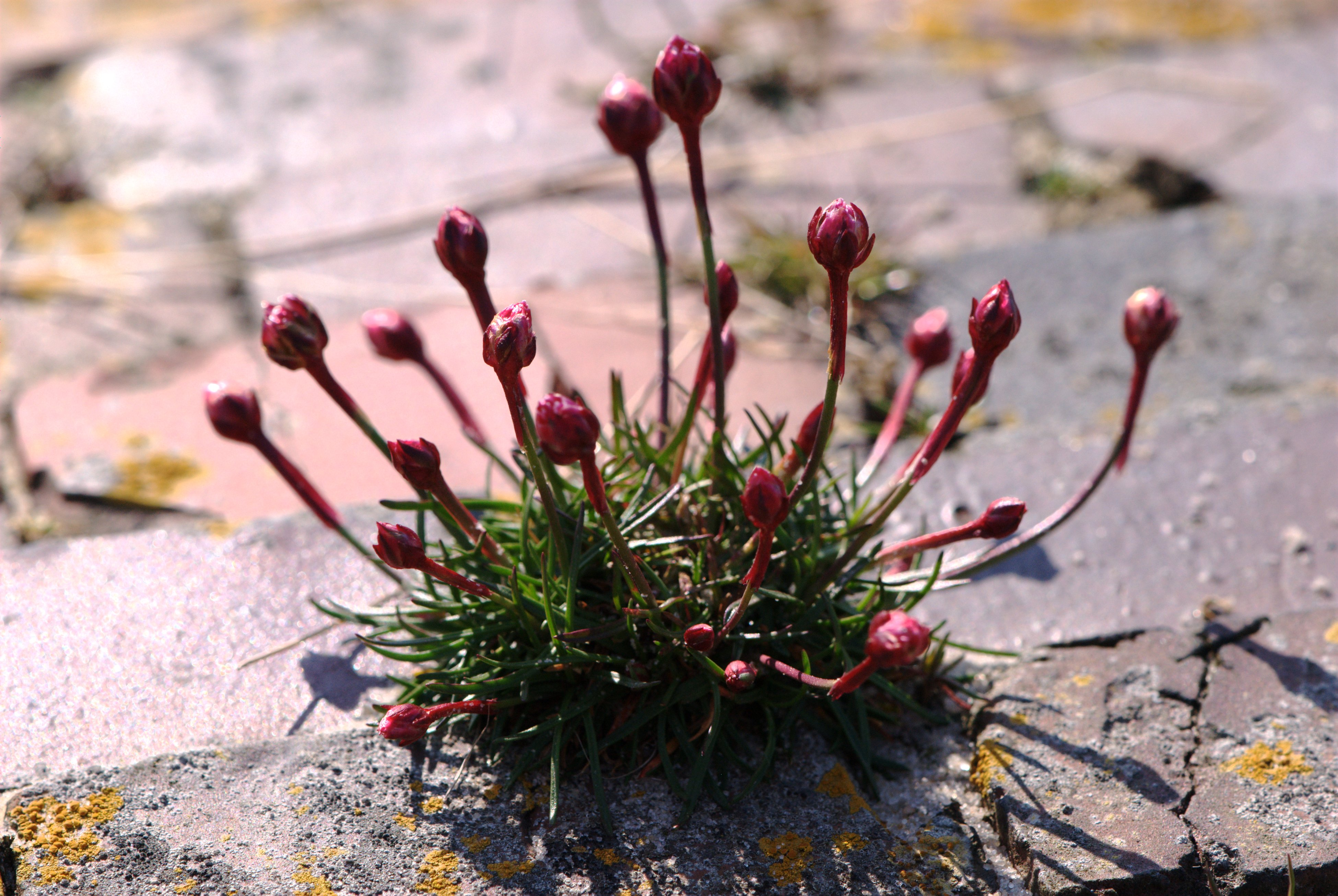
Растение с бутонами

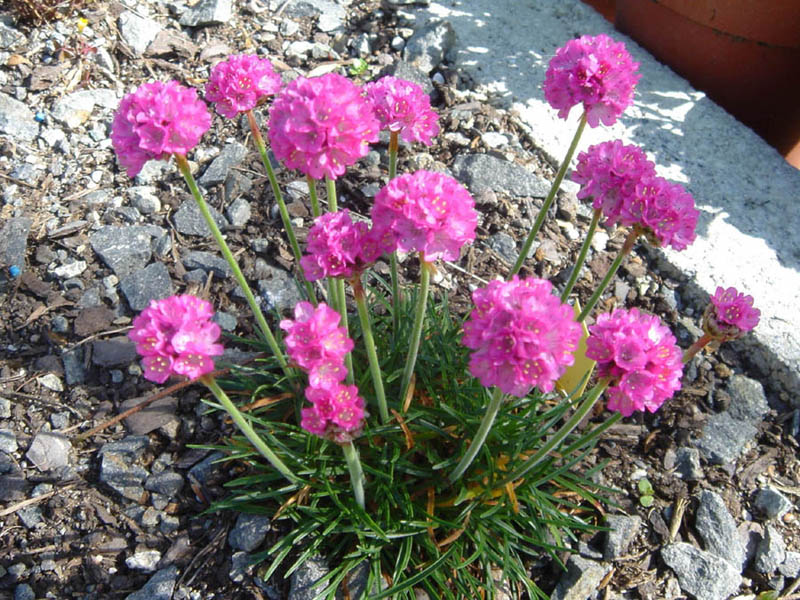
Садовая посадка

## Классификация

### Таксономическое положение
- Armeria maritima (Mill.) Willd., 1809, Enum. Pl. : 333

Вид Армерия приморская относится к роду Армерия (Armeria) семейства Свинчатковые (Lentibulariaceae) порядка Гвоздичноцветные (Caryophyllales), который последовательно включается в клады Суперастериды → Эвдикоты → Цветковые растения. Таксономическая схема в соответствии с Системой APG IV по состоянию на декабрь 2023 года:
|  |                          |  |                                   |                                   |                        |  | еще 40 семейств | еще 40 семейств |                        |  |                          |  | еще 94 подтвержденных вида и 53 таксона, ожидающих подтверждения | еще 94 подтвержденных вида и 53 таксона, ожидающих подтверждения |  |
|  |                          |  |                                   |                                   |                        |  | еще 40 семейств | еще 40 семейств |                        |  |                          |  | еще 94 подтвержденных вида и 53 таксона, ожидающих подтверждения | еще 94 подтвержденных вида и 53 таксона, ожидающих подтверждения |  |
|  |                          |  |                                   | порядок Гвоздичноцветные          |                        |  |                 |                 | род Армерия            |  |                          |  |                                                                  |                                                                  |  |
|  |                          |  |                                   | порядок Гвоздичноцветные          |                        |  |                 |                 | род Армерия            |  | 7 внутривидовых таксонов |  |                                                                  |                                                                  |  |
|  | клада Цветковые растения |  |                                   |                                   | семейство Свинчатковые |  |                 |                 | вид Армерия приморская |  |                          |  |                                                                  |                                                                  |  |
|  | клада Цветковые растения |  |                                   |                                   |                        |  |                 |                 |                        |  |                          |  |                                                                  |                                                                  |  |
|  |                          |  | ещё 63 порядка цветковых растений | ещё 63 порядка цветковых растений |                        |  |                 | еще 23 рода     | еще 23 рода            |  |                          |  |                                                                  |                                                                  |  |
|  |                          |  |                                   | ещё 63 порядка цветковых растений |                        |  |                 |                 | еще 23 рода            |  |                          |  |                                                                  |                                                                  |  |

### Внутривидовые таксоны
На протяжении ареала вид проявляет большую изменчивость, в связи с чем специалисты выделяют несколько подвидов. В отдельных классификациях статус отдельных таксонов может рассматриваться в качестве самостоятельного вида.
- Armeria maritima subsp. maritima — атлантическое побережье континентальной Европы от северо-западной части Пиренейского полуострова к востоку до Скандинавии. Также Британские острова, Исландия, Гренландия к югу от 62-й параллели[11].
- Armeria maritima subsp. barcensis (Simonk.) P.Silva — Румыния.
- Armeria maritima subsp. californica (Boiss.) Porsild — побережья северной части Тихого океана в Евразии (Россия) и Северной Америки (США, Канада). Включает Алеутские острова[11][17].
- Armeria maritima subsp. elongata (Hoffm.) Bonnier — Европа от Франции к востоку до южной Финляндии и Европейской части России.
- Armeria maritima subsp. halleri (Wallr.) Rothm. — северо-восточная Франция, Нидерланды, Германия, северо-западная Польша. В многотомнике «Жизнь растений» указана как вид армерия Галлера Armeria halleri.
- Armeria maritima subsp. interior (Raup) Porsild — известна только на южном берегу канадского озера Атабаска.
- Armeria maritima subsp. purpurea (Koch) Á.Löve & D.Löve — Альпы.
- Armeria maritima subsp. sibirica (Turcz. ex Boiss.) Nyman — Армерия сибирская — арктические побережья Азии и Северной Америки. Распространение кругополярное.

## Синонимы
- Androsace macloviana Cham.
- Armeria armeria H.Karst.
- Armeria campestris Wallr.
- Armeria campestris var. linkii Wallr.
- Armeria duriuscula Bab.
- Armeria elongata W.D.J.Koch
- Armeria elongata var. maritima (Mill.) Skottsb.
- Armeria expansa Wallr.
- Armeria intermedia Link ex Boiss.
- Armeria maritima f. laucheana Voss
- Armeria maritima subsp. andina (Poepp. ex Boiss.) D.M.Moore & Yates
- Armeria maritima subsp. anglica Wallr.
- Armeria maritima subsp. belgica Wallr.
- Armeria maritima subsp. gallica Wallr.
- Armeria maritima subsp. germanica Wallr.
- Armeria maritima subsp. itala Wallr.
- Armeria maritima subsp. maritima
- Armeria maritima subsp. miscella (Merino) Malag.
- Armeria maritima var. alpinifolia (Pau & Font Quer) G.H.M.Lawr.
- Armeria maritima var. ambifaria (Focke) G.H.M.Lawr.
- Armeria maritima var. duriuscula (Bab.) Bab.
- Armeria maritima var. hortensis Wallr.
- Armeria maritima var. maria G.H.M.Lawr.
- Armeria maritima var. maritima
- Armeria maritima var. planifolia (Syme) Bab.
- Armeria maritima var. pubescens (Link) Bab.
- Armeria maritima var. pubigera (Boiss.) Bab.
- Armeria maritima var. sylvestris Wallr.
- Armeria miscella Merino
- Armeria montana G.Don ex Loudon
- Armeria planifolia Nyman
- Armeria pubescens Link
- Armeria pubescens B.Heyne ex Steud.
- Armeria pubigera var. scotica Boiss.
- Armeria rhenana Gremli
- Armeria vulgaris Willd.
- Armeria vulgaris f. ambifaria (Focke) W.F.Christ.
- Armeria vulgaris f. longiscapa F.Petri
- Armeria vulgaris f. purpurea T.Marsson
- Armeria vulgaris subsp. intermedia (T.Marsson) Nordh.
- Armeria vulgaris subsp. maritima (Mill.) F.Petri
- Armeria vulgaris var. alba L.H.Bailey
- Armeria vulgaris var. calaminaria F.Petri
- Armeria vulgaris var. eifeliaca F.Petri
- Armeria vulgaris var. glabra T.Marsson
- Armeria vulgaris var. grandiflora L.H.Bailey
- Armeria vulgaris var. halleri (Wallr.) F.Petri
- Armeria vulgaris var. intermedia T.Marsson
- Armeria vulgaris var. laucheana L.H.Bailey
- Armeria vulgaris var. longiinvolucrata F.Petri
- Armeria vulgaris var. maritima (Mill.) T.Marsson
- Armeria vulgaris var. planifolia Syme
- Armeria vulgaris var. pubescens (Sowerby) F.Petri
- Armeria vulgaris var. rugica F.Petri
- Armeria vulgaris var. splendens L.H.Bailey
- Statice armeria L.
- Statice armeria var. pubescens Sowerby
- Statice maritima Mill.